# Philipp von Henneberg

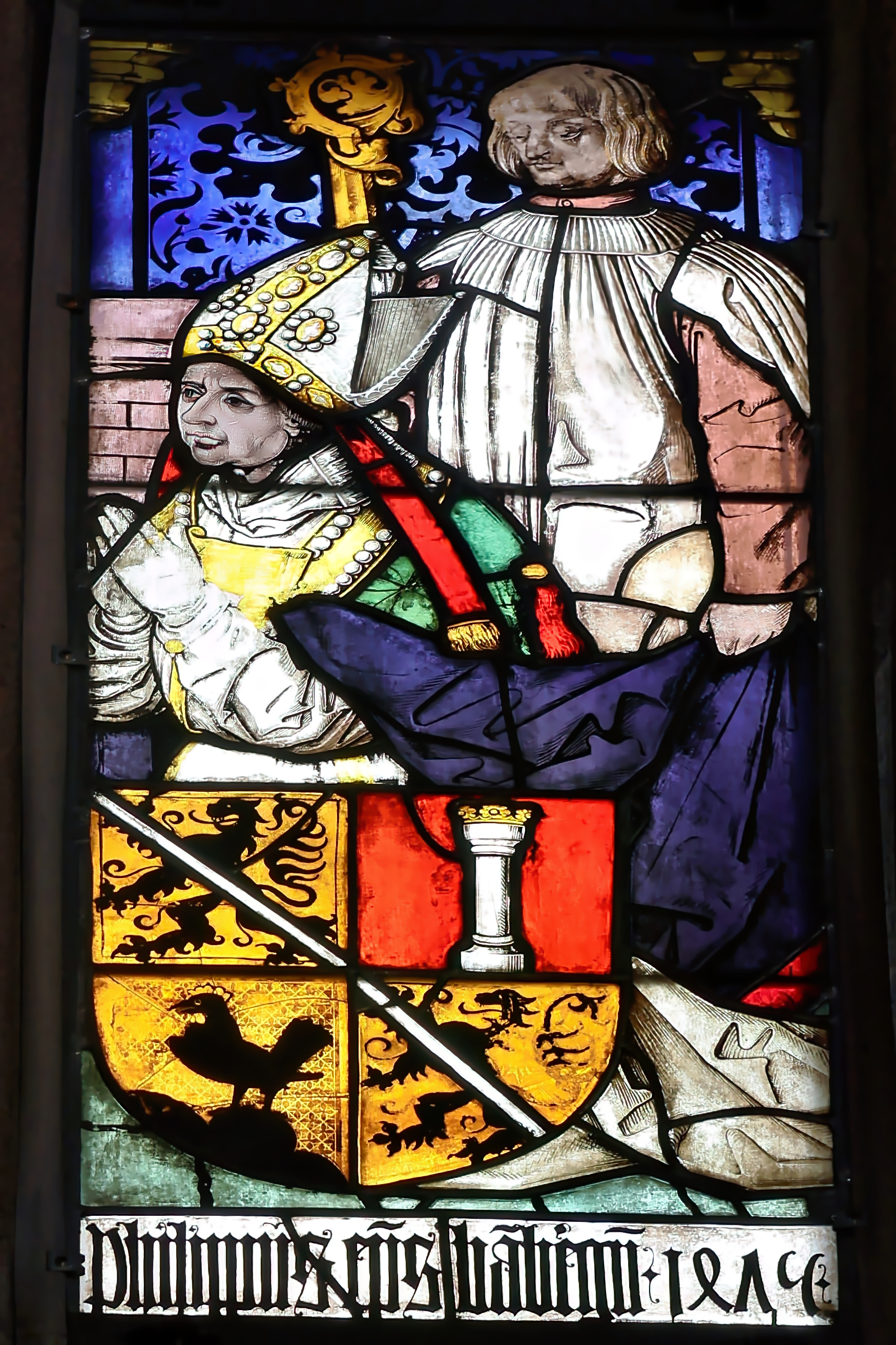
Darstellung Philipps im Bamberger Fenster von St. Sebald in Nürnberg, Arbeit von Albrecht Dürer und Veit Hirschvogel (1501/02)

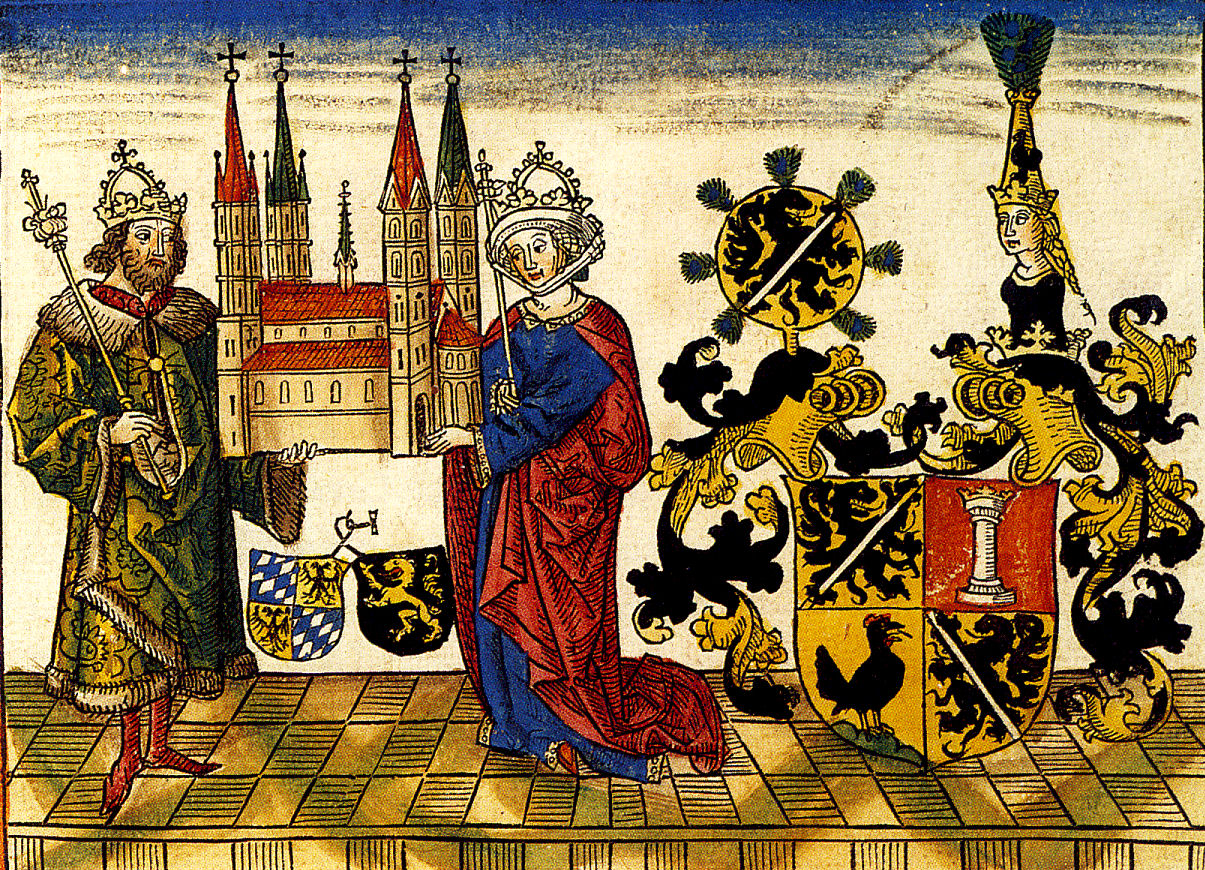
Die Bistumspatrone Heinrich II. und Kunigunde mit dem Bamberger Dom, rechts das Wappen des Bischofs Philipp von Henneberg, Holzschnitt von 1484

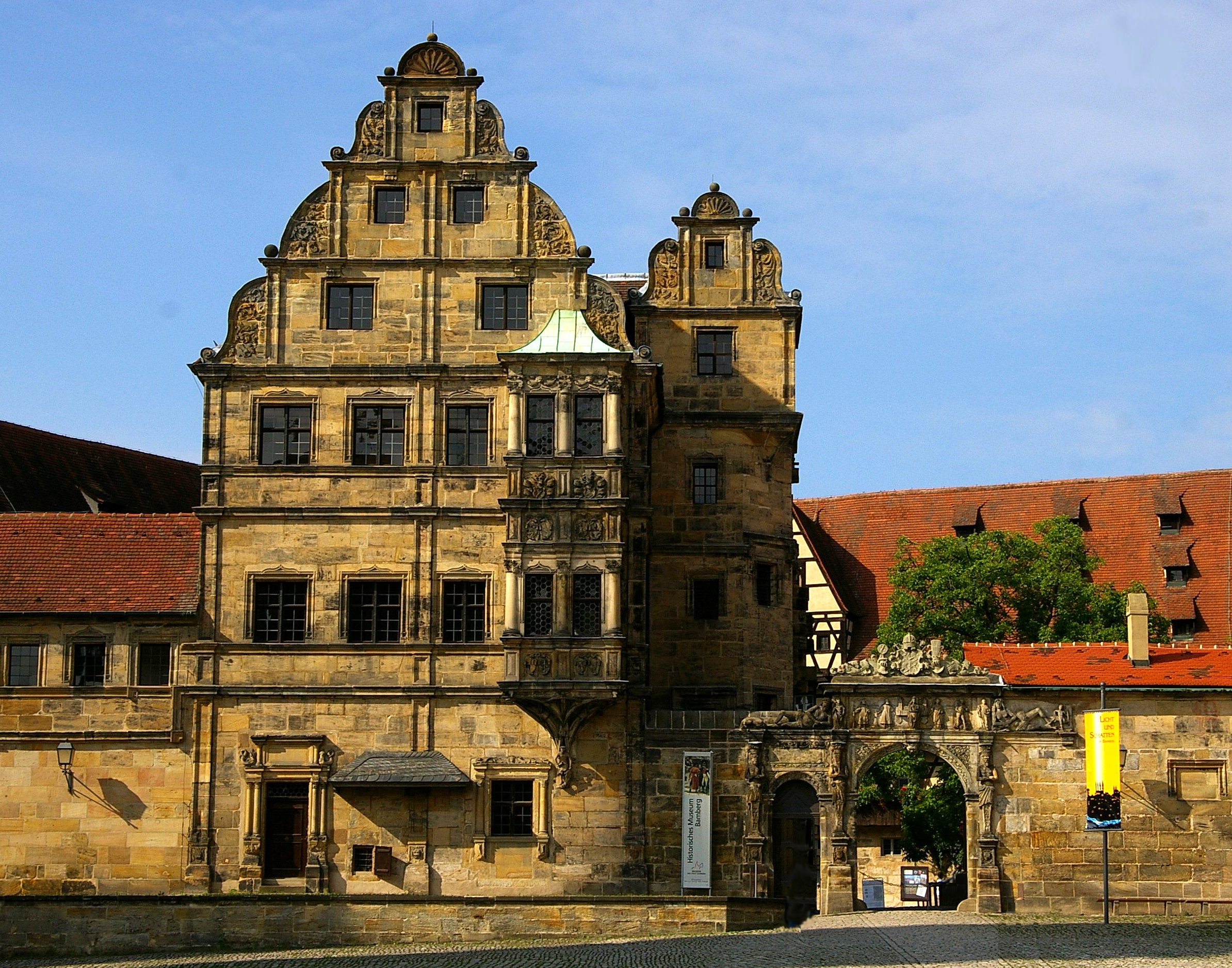
Die Alte Hofhaltung in Bamberg

Philipp von Henneberg, ausführlich auch Philipp Graf von Henneberg-Aschach-Römhild (* 1430; † 26. Januar 1487 in Bamberg), war von 1475 bis zu seinem Tode 1487 Fürstbischof des Hochstiftes Bamberg.

## Philipp von Henneberg im Familienkontext
Philipp von Henneberg stammte aus der einst mächtigen Familie der Grafen von Henneberg. Namensgebender Stammsitz war Burg Henneberg bei Henneberg, heute eine Gemeinde im Landkreis Schmalkalden-Meiningen in Thüringen (siehe auch Grafschaft Henneberg). Philipp stammte aus der gräflichen Linie Henneberg-Aschach-Römhild und erscheint in der Literatur in verschiedenen Namensvarianten.
Seine Eltern waren Georg Graf von Henneberg-Aschach-Römhild und Johanna von Nassau-Saarbrücken. Er hatte fünf Schwestern und sechs Brüder, einer davon war der Erzbischof von Mainz, Berthold von Henneberg.

## Regentschaft

### Konflikt mit dem Domkapitel
Philipp von Henneberg hatte in seiner Regentschaft eine Machtprobe mit dem Domkapitel zu bestehen. Der Konflikt bestand in der Entscheidungsbefugnis des Domkapitels über die Regierung des Hochstiftes. Der Einfluss des Kapitels wurde geschwächt und ermöglichte weiterhin eine starke Position des Fürstbischofs und seiner Nachfolger.

### Konflikt mit dem Markgrafen Albrecht Achilles
Ein weiteres Kräftemessen ergab sich mit dem Markgrafen Albrecht Achilles. Der Markgraf weigerte sich, die sogenannte Türkensteuer an den Bischof abzuführen und führte darüber hinaus seinerseits eine Pfaffensteuer für sein Gebiet ein neben weiteren Maßnahmen, die den Klerus in seinem Einflussbereich stärker von ihm abhängig machen sollten. Die Würzburger und Bamberger Bischöfe sprachen den Kirchenbann und das Interdikt gegen ihn aus. Im Bayerischen Krieg nahmen die beiden Bischöfe auf der Seite Ludwigs des Reichen von Bayern-Landshut in einem Zweckbündnis auch militärisch Partei gegen Albrecht Achilles.

### Bautätigkeiten
Unter Fürstbischof Philipp von Henneberg wurden der südöstliche und der östliche Flügel der Alten Hofhaltung erbaut.
Er nahm 1476/79 umfangreiche Erweiterungen an der Burg Veldenstein vor und erbaute die Äußere Burg und den Wehrgang-Zwinger. Er machte die Burg erstmals zur Residenzburg des Bischofs; in der Folge kam jeder Bischof mindestens einmal nach Veldenstein, um die Erbhuldigung seiner Untertanen entgegenzunehmen. Erhebliche Erweiterungen erfuhr auch die Festung Rosenberg in Kronach.

### Sonstige Entwicklung
1478 werden alle Juden aus dem Bistum ausgewiesen.
Am 28. März 1476 verlieh Philipp von Henneberg Ludwigschorgast das Marktrecht.

## Wappen
Das Wappen des Fürstbischofs ist geviert. Ein Feld enthält das Stammwappen der Familie, eine Henne auf einem Dreiberg. Weitere Felder zeigen den schwarzen Löwen für Bamberg, belegt mit einer silbernen Schrägleiste auf goldenem Grund.
Das rückwärtige Eingangstor der Alten Hofhaltung in Bamberg trägt das Wappen des Fürstbischofs.